# خلدا
خلدا إحدى مناطق غرب عمّان عاصمة الأردن، تأسست منطقة خلدا وأم السماق وتلاع العلي بتاريخ 1/1/1987م عندما قرر مجلس الوزراء الأردني ضم البلديات المحيطة بأمانة العاصمة . صغيرة الحجم نسبيا بالمقارنة بباقي المناطق المملكة الأردنية.

## الخدمات في منطقة خلدا
تضم منطقة خلدا مقرات العديد من الخدمات الحكومية والطبية والتعليمية :
- الخدمات التعليمية
  - مدرسة ساندس الوطنية.[2]
  - مدرسة الدر المنثور.
  - مدرسة وروضة المواهب الإنجليزية.
  - المدارس العصرية.
  - مدارس الرضوان.
  - مدرسة أكاديمية عمان.
  - مدرسة المسار لخدمات تطور الطفل.
  - مدارس المنتسوري الحديثة.[3]
  - كلية الخوارزمي.
  - كلية الملكة علياء.
  - جامعة عمان العربية.
  - الجامعة العربية للدراسات العليا.

- الخدمات الصحية
  - مستشفى الحرمين التخصّصي.
  - مركز الأثير الطبي.
  - أوبتيما للرعاية الصحية.
  - مركز الطوارئ الطبي المتخصص.

- الهيئات والمديريات والمؤسسات
  - دائرة ضريبة الدخل والمبيعات.
  - شركة توليد الكهرباء المركزية.
  - نقابة الصحفيين الأردنيين.
  - جمعية التنمية والخدمات المجتمعية.
  - المجلس الأعلى لحماية الطيور البرية.
  - جمعية غرب عمان لإسكان الأطباء والمحامين.
  - جمعية المستثمرين في قطاع الإسكان الأردني.

  - منظمة الأغذية والزراعة.

- فنادق
  - فندق سدين عمان
  - فندق ألف ليلة